# Rusia del Sur (1919-1920)
Rusia del Sur, también conocido como Sur Blanco  o el Sur Blanco de Rusia, (en la historiografía soviética a veces se la llamaba "Deníkiya" o "Dobrovóliya") eran los territorios controlados por el Ejército de Voluntarios, y luego por las Fuerzas Armadas del Sur de Rusia (VSYUR, en) estando estos incluidos en el conocido como Estado ruso durante la guerra civil rusa entre 1919-1920.
El poder en el sur de Rusia estaba de facto en manos de los militares y dependía de las fuerzas armadas. Las funciones del jefe de Estado fueron realizadas por el Comandante en Jefe de las Fuerzas Armadas de Rusia. En el sur de Rusia, entre otras cosas, emitió su propia moneda (El rublo de las Fuerzas Armadas del Sur de Rusia), su propio legislativo (Comando General de las Fuerzas Armadas del Sur de Rusia) y sus órganos ejecutivos. De hecho, el territorio controlado por las autoridades blancas no era estable y cambiaba todo el tiempo como resultado de los éxitos o fracasos de las hostilidades: en diferentes momentos, el sur de Rusia como entidad territorial temporal incluía las tierras del Don, Óblast de Kubán, Crimea, Podnepróvskaya, Slobodskaya y sur de Ucrania, región de Chernozem, Bajo Volga, norte del Cáucaso y otras unidades geográficas y administrativas del antiguo Imperio Ruso.

## Estatus político
Los territorios controlados por el mando de las Fuerzas Armadas del Sur de Rusia nunca se definieron como una entidad estatal separada.
En la historiografía soviética para al sur de Rusia a menudo usaban el término "Deníkiya", utilizado por analogía con el término popular "Kolchákiya". El Mariscal de la Unión Soviética Aleksandr Yegórov en su obra La derrota de Denikin en 1919 utiliza repetidamente la palabra "Voluntarios",  para referirse a la totalidad de los territorios controlados específicamente por el Ejército de Voluntarios, o los territorios controlados por las fuerzas del Sur de Rusia en su conjunto sin especificar qué significa exactamente este concepto de "Voluntarios".
El escritor Valeri Shambárov en el libro Bielogvardéischina (en ruso, Белогвардейщина, denominación despectiva del fenómeno de la Guardia Blanca) prefiere la definición de "Armada Blanca del Sur" o, en cierto contexto, simplemente "Sur".
El historiador Andréi Burovski y el periodista Mijaíl Véller en el libro Historia civil de una guerra loca dedican un capítulo separado al sur de Rusia, que se llama "En el estado de Denikin". En sus primeras líneas dice:

Después de la República Soviética, el sur de Rusia fue el mayor de los estados en los que se dividió Rusia en 1918.

## Estructura estatal
Con el inicio de la expansión de la zonas bajo control del Ejército Voluntario, surgió la necesidad de organizar la gestión en los territorios controlados. El 3 de octubre de 1918, se adoptaron las “Reglas sobre la gestión de las regiones ocupadas por el Ejército de Voluntarios”, redactadas por Sokolov, profesor de derecho en la Universidad de San Petersburgo. De acuerdo con esta disposición, todo el poder en los territorios ocupados pertenecía al comandante en jefe del ejército, y para ayudar en asuntos de administración, se estableció un órgano consultivo: El Comando General de las Fuerzas Armadas del Sur de Rusia. En los territorios ocupados, se restauraron todas las leyes que existían antes de la Revolución de Octubre de los bolcheviques. El 7 de octubre de 1918, en vista de la muerte del General Mijaíl Alekséyev, el General Denikin asumió las funciones de Líder Supremo. En la primavera de 1919, se continuó trabajando en la formación del aparato estatal del Ejército Blanco. En marzo, se aprobaron los proyectos de ley conocidos como: "Reglamento temporal sobre la administración civil en áreas bajo el control del Comandante en Jefe de las Fuerzas Armadas del Sur de Rusia", "Reglamento temporal sobre la administración pública de las ciudades", "Reglamento temporal sobre la elección de vocales de ciudad" y "Reglamento transitorio de la Guardia del Estado". Con el ingreso de las Fuerzas Armadas del Sur de Rusia a un amplio espacio operativo, se dictó la Orden N° 69 del 16 de junio de 1919 que enfatizó que la Conferencia Especial, los órganos rectores y el tribunal y todos los departamentos subordinados "hasta que reciban instrucciones sobre el procedimiento para ejercer el poder estatal en las regiones" bajo el control de Denikin, deben "continuar su trabajo sobre la base de las leyes existentes, ... teniendo en cuenta sólo el bien de las potencias" y guiados por las instrucciones del Comandante en Jefe.

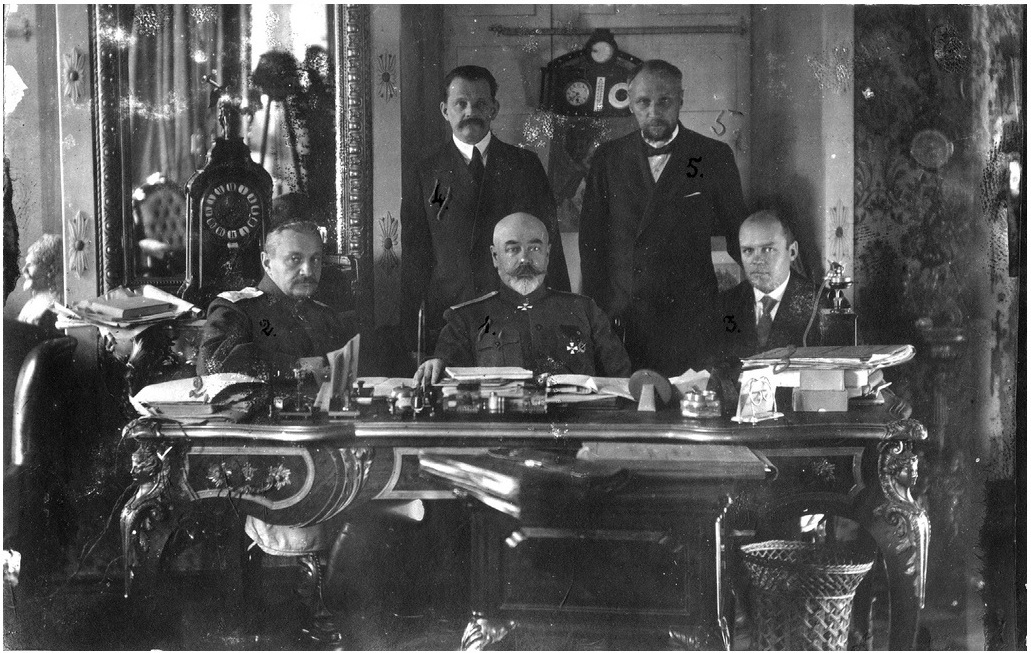
Gobierno del Comando General de las Fuerzas Armadas del Sur de Rusia, verano de 1919, Taganrog. De izquierda a derecha: sentados: Iván Romanovski, Antón Denikin, Konstantín Sokolov; de pie: Nikolái Ástrov, Nikanor Sávich

En la primera mitad de 1919, con el fin de organizar el poder en vastos territorios y unirlos en regiones militares, se aprobó el cargo de comandante en jefe para cada una de ellas. El cargo de comandante en jefe lo ocupaba el general que comandaba los ejércitos de la cada región. En cuanto a sus funciones, el comandante en jefe desempeñaba los cargos prerrevolucionarios de gobernador general y comandante de las tropas distritales. Bajo el comandante en jefe, para la correcta solución de los problemas civiles, principalmente económicos, había consejos de representantes de los departamentos económicos y asistentes en la parte civil.
El puesto de comandante en jefe se introdujo solo como medida de emergencia durante la guerra. Se asumió, de acuerdo con el "Reglamento Temporal sobre la Administración Civil en las Áreas bajo la Administración Suprema del Comandante en Jefe de las Fuerzas Armadas del Sur de Rusia "  tan pronto como cualquier provincia, se alejara de la línea de batalla, sería "retirada del teatro de operaciones militares",  devolviendo el poder de esta al gobernador. En la práctica, ninguna de las provincias del Sur Blanco fue jamás excluida del "teatro de operaciones militares".  Para mantener el orden en el campo el 25 de marzo de 1919, por iniciativa del comandante en jefe Denikin sobre la base de una disposición temporal. Se creó la Guardia Estatal de las Fuerzas Armadas del Sur de Rusia, que era un cuerpo paramilitar de la administración civil y desempeñaba las funciones de policía política, criminal y territorial, combinando las características del Ministerio del Interior, la gendarmería y la Segunda Reserva. 

### Centros de control
Es de destacar que, a diferencia de Omsk, no surgió un único centro de control en el Sur. El Cuartel General del Comandante en Jefe de las Fuerzas Armadas del Sur de Rusia en el período de la "Campaña a Moscú" estaba en Taganrog (en el otoño de 1919, se planeó trasladar el Cuartel General y la Reunión a Kiev  o Járkov), y muchas otras estructuras de gestión -en Rostov del Don. Las autoridades de la República del Don estaban ubicadas principalmente en Novocherkassk, Ekaterinodar, Terski y en Vladikavkaz.

### Divisiones administrativas
A medida que las Fuerzas Armadas de la República Socialista de toda la Unión ocuparon nuevos territorios durante 1919, se unieron por razones estratégico-militares en las llamadas regiones militares separadas. Por regla general, cada región militar incluía varias provincias que existían previamente de acuerdo con la estructura administrativa del Imperio Ruso. Los gobernadores estaban subordinados a los comandantes en jefe de estas regiones. En total, se formaron cuatro regiones de este tipo: La región del Cáucaso del Norte, región de Járkov, región de Kiev y la región de Novorossiysk.
Dentro de las regiones militares, se restableció la antigua división en provincias, distritos y volosts. Las dumas de la ciudad reanudaron su trabajo en las ciudades, y las asambleas rurales en los pueblos y aldeas.

## Economía

### Unidades monetarias
Denikin planteó la cuestión de la emisión de billetes en el sur de Rusia a principios de 1919 durante una reunión de representantes del Sur de Rusia. Como resultado de la reunión, se decidió recrear la tesorería del estado, que debía comenzar a emitir sus propios billetes. El responsable de finanzas fue Mijaíl Bernatski, exministro de Hacienda del Gobierno Provisional.
El 30 de agosto de 1919, comenzó una emisión a gran escala de nuevos fondos voluntarios: las llamadas "campanas" de Denikin. Los billetes deL banco del sur de Rusia se imprimieron en Rostov del  Don en el edificio de la antigua oficina del Banco Estatal. Sin embargo, a finales de año, las campanas comenzaron a depreciarse significativamente debido a las altas tasas de inflación (se cambiaban 150 rublos Denikin por un franco francés).  Parcialmente en tiendas, tiendas, así como en algunas empresas e instituciones, comenzó la producción artesanal de sus propias marcas de cambio, que servían como dinero.

En el apogeo de sus éxitos militares, en el otoño de 1919, las Guardias Blancas se enfrentaron a un grave problema: en los asentamientos dejados por los bolcheviques, circulaban billetes del gobierno de la RSFS de Rusia (sovznaki), siendo complicado retirarlos de circulación. Por esta razón, el comando de las Fuerzas Armadas del Sur de Rusia decidió cambiar los signos soviéticos por billetes del sur de Rusia, pero solo hasta 500 rublos por persona. La actitud de los rojos hacia los billetes de banco del Gobierno del Sur de Rusia fue la opuesta: las autoridades soviéticas no reconocieron su solvencia y convertibilidad, como resultado de lo cual el dinero de la Guardia Blanca perdió gradualmente su valor. Cuando el Gobierno del Sur de Rusia fue evacuado de Novorossiysk a Crimea, los billetes se depreciaron por completo.

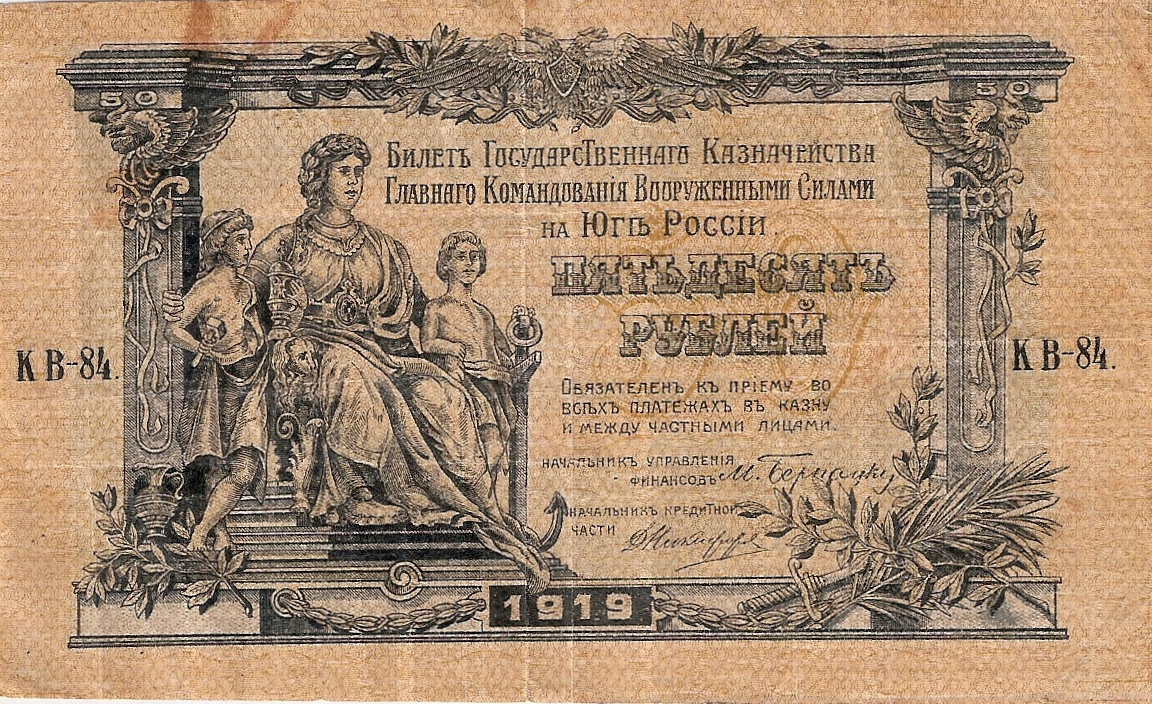
50 rublos del Sur de Rusia Anverso 1919
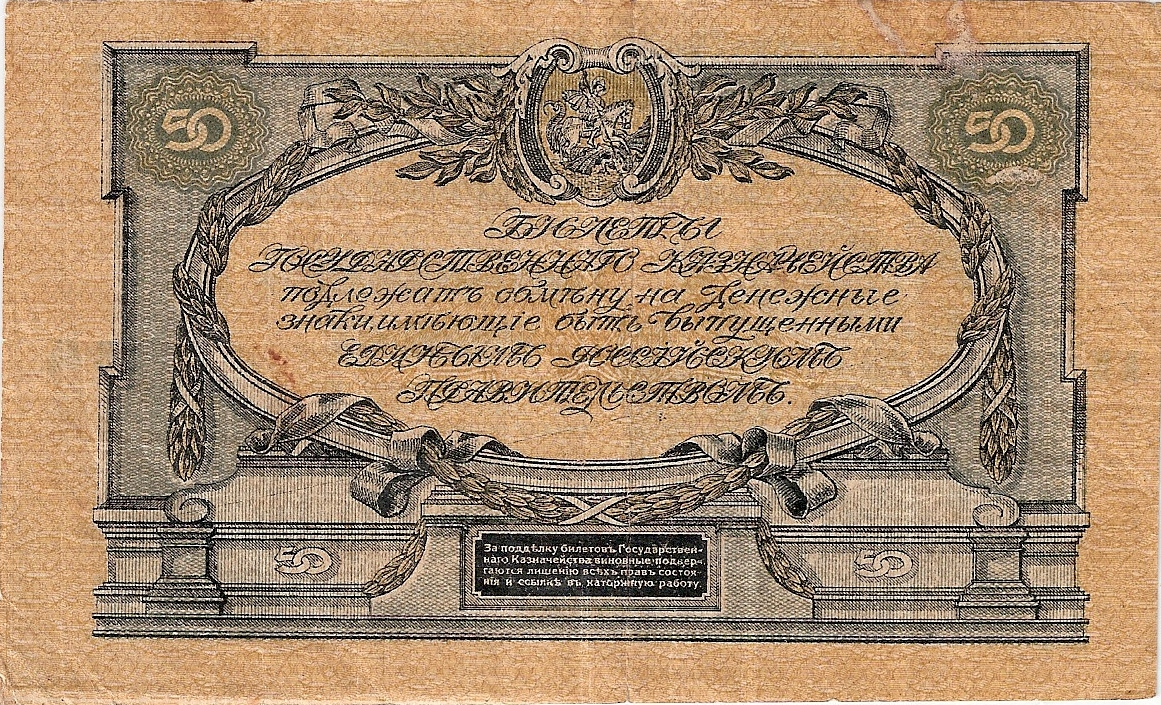
50 rublos del Sur de Rusia Reverso 1919
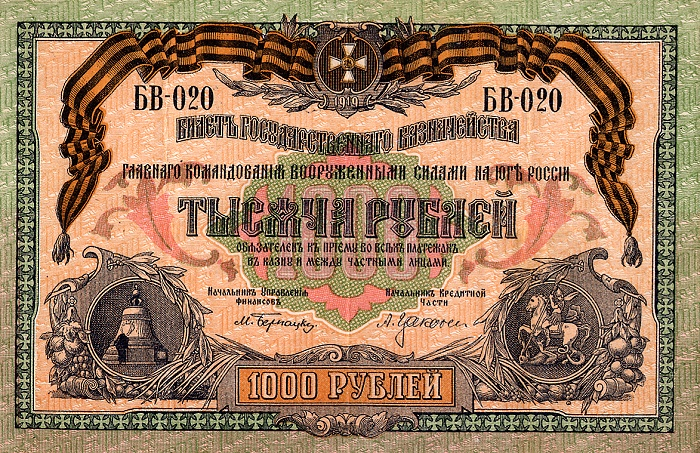
100 Rublos del Sur de Rusia Anverso 1919
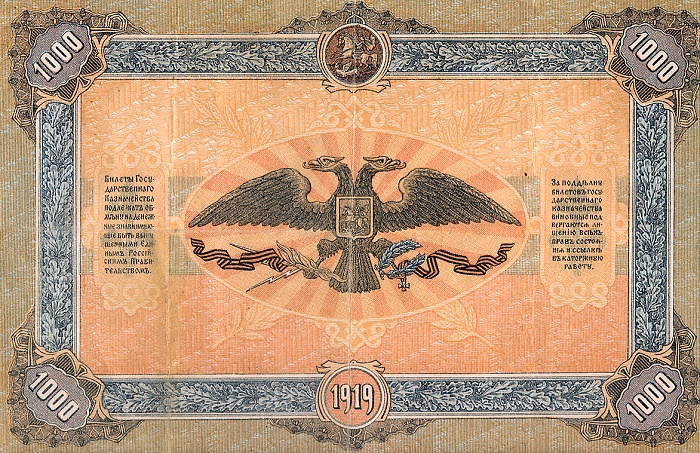
100 Rublos del Sur de Rusia Reverso 1919

## Cultura
Durante la Guerra Civil, muchos poetas y prosistas conocidos estuvieron en el sur de Rusia: el fundador de la editorial Grif, Serguéi Sokolov, los escritores Yevgueni Chírikov e Iván Bunin. Todos ellos colaboraron con el organismo de propaganda del Sur de Rusia "OSVAG".
Algunos participantes en el movimiento militar blanco en el sur de Rusia lograron reconocimiento literario después de la Guerra Civil, como, por ejemplo, el comandante del destacamento ruso-carpático de la Guardia Blanca, el escritor rusófilo Vasili Vavrik, el médico militar Mijaíl Bulgákov, el dramaturgo soviético Yevgueni Shvarts, Valentín Katáyev, o Yuri Sliozkin. Es de destacar que todos ellos vivieron y murieron posteriormente en la URSS, evitando la represión, y Bulgákov incluso dedicó una novela al tema de la Guerra Civil y el movimiento blanco, a la que llamó Guardia Blanca. Hasta 1919 o 1920, los poetas y prosistas Vladímir Nabókov (quien en ese momento escribía principalmente obras poéticas), Iván Bunin, Mijaíl Shólojov, Alekséi Tolstói, los satíricos Arkadi Avérchenko y Teffi, el poeta Dmitri Tsenzor y muchos otros vivieron en el Sur hasta 1919 o 1920.
Uno de los períodos creativos más fructíferos del poeta futurista Velimir Jlébnikov se publicó en el verano y el otoño de 1919, en Járkov ocupado por los blancos. Aquí escribió una cantidad significativa de pequeños poemas, los poemas fueron "Anhelo del bosque", "Poeta", "Ladomir".
"El campamento de los cisnes", fue dedicado al movimiento blanco en el sur de Rusia por la poetisa Marina Tsvetáyeva, a pesar de que en esos años estaba en Moscú. Como parte de la división blanca de Márkov, su esposo luchó contra Serguéi Efrón, quien también era escritor.

### Pintura y música

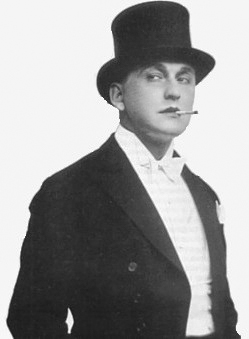
Cantante Aleksandr Vertinski

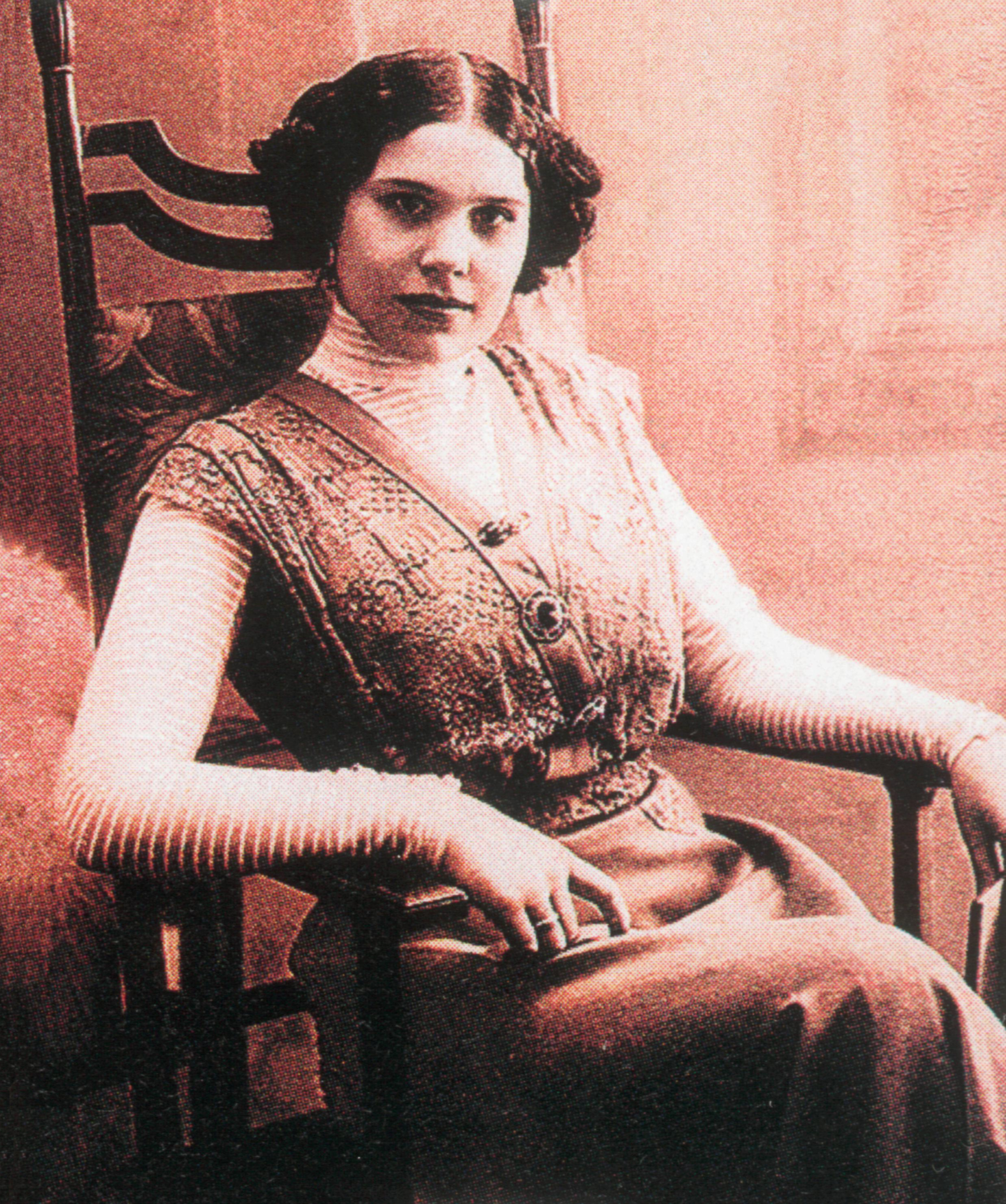
Cantante Nadezhda Plevítskaya

El trabajo de los artistas del sur de Rusia en 1919-1920, por regla general, se asoció con las actividades de la Agencia de Propaganda Blanca OSVAG. Artistas como Yevgueni Lanseré e Iván Bilibin participaron en la creación de carteles y folletos de propaganda.
Aleksandr Vertinski actuó en el Sur casi continuamente durante dos años. Dio conciertos en Odesa, Rostov, Yekaterinoslav, el Cáucaso, Crimea, Kiev y Járkov. En las ciudades ocupadas por los blancos, también actuó la cantante Nadezhda Plevítskaya, que, según la leyenda, Nicolás II la llamó "el ruiseñor de Kursk". Plevítskaya era la esposa del general blanco Nikolái Skoblin y cantaba, por regla general, en aquellas ciudades donde estaba su esposo.
En las filas de las Fuerzas Armadas del Sur de Rusia participó Lev Knípper, un prolífico y futuro compositor soviético, autor de la famosa canción Póliushko pole.

### Teatro y cine
A pesar de las difíciles condiciones, las instituciones teatrales e incluso cinematográficas continuaron funcionando en los territorios controlados por la el Sur de Rusia. Entonces, en Odesa, poco antes de su muerte, jugó en el teatro y actuó en películas como "Azra" y "Gypsy Aza" la famosa actriz Vera Jolódnaya, así como muchos otros actores del cine mudo ruso.
Los actores Yuri Shumski, Vsévolod Blumenthal-Tamarin y otros participaron en las representaciones de teatros en las ciudades del sur de Rusia.
Las obras cinematográficas rodadas por los directores de la Guardia Blanca del Sur, por regla general, tenían un carácter propagandístico. Por lo tanto, la película de propaganda "Vida para la patria, honor para nadie" era ampliamente conocida en ese momento, a menudo anunciada en la prensa del sur de Rusia y posteriormente descubierta accidentalmente en la Cinemateca francesa. Hasta 1920, los directores Dmitri Jaritónov, Yákov Protazánov, Aleksandr Vólkov,  Aleksandr Janzhónkov y el actor Iván Mozzhujin vivieron en el sur de Rusia.

### Periódicos
En el sur de Rusia, se publicaron cientos de publicaciones impresas de diversas orientaciones políticas y artísticas: periódicos, revistas,folletos y boletines informativos. En ellos se publicaron poetas famosos, prosistas, figuras políticas y militares.
Entonces, en febrero de 1920, Mijaíl Bulgákov publicó un artículo programático futurista sobre el mundo después de la guerra civil y sobre el lugar de Rusia en él en el periódico "Grozny" (en la ciudad de Grozny) en febrero de 1920  titulado Perspectivas de futuro.

### Agitación y propaganda

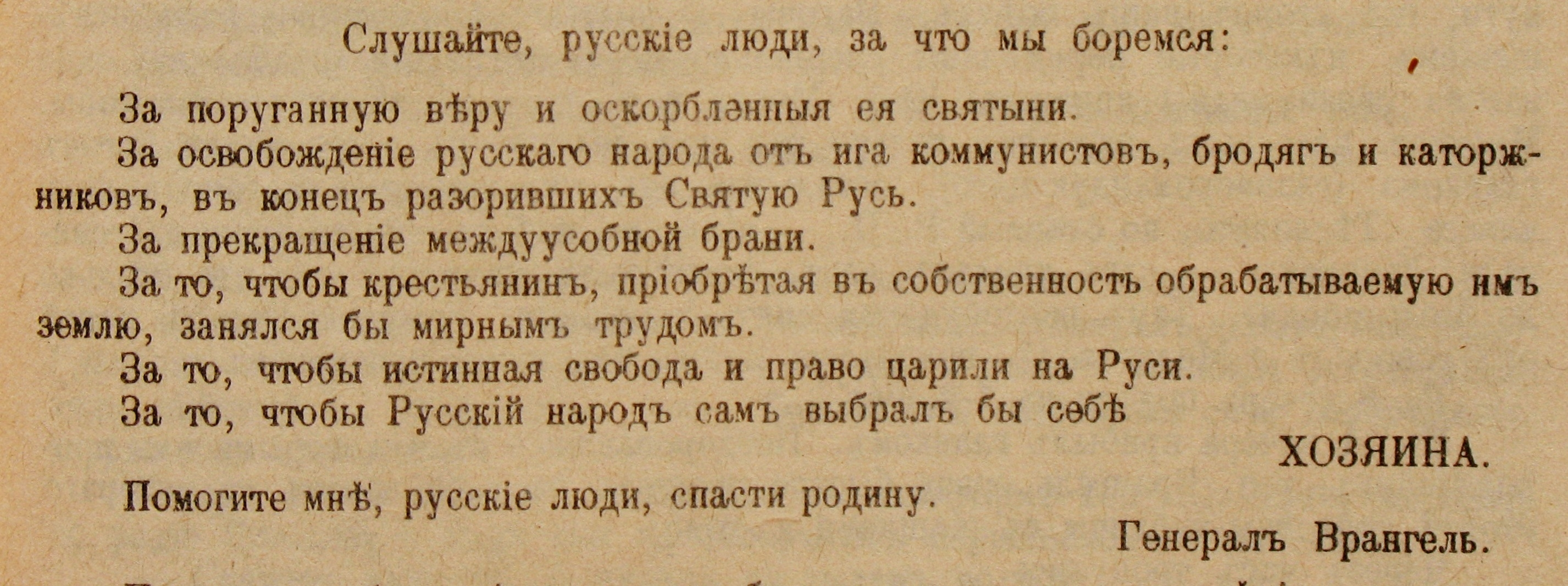
Llamamiento propagandístico de P. Wrangel al pueblo ruso. 20 de mayo de 1920

La OSVAG  cuerpo de información y propaganda del Ejército Voluntario, y más tarde de las Fuerzas Armadas del Sur de Rusia durante la Guerra Civil, fue dotada con el propósito de proporcionar información sobre las acciones de las estructuras oficiales de las Fuerzas Blancas del Sur de Rusia y difundir esta información en los territorios controlados por sus autoridades.
Fundada en el verano de 1918 por el General Denikin. La OSVAG apareció como una Agencia de Información bajo el departamento diplomático bajo el General Alekseev. Luego se reorganizó como un departamento de propaganda en la Conferencia Especial. A partir de febrero de 1919, recibió el nombre de "Departamento de Propaganda bajo el Gobierno de las Fuerzas Armadas del Sur de Rusia" , pero el nombre OSVAG se utilizó desde el principio hasta el final de la existencia de este organismo estatal.
La oficina principal de OSVAG estaba ubicada en Rostov en la calle. Sadovaya, En los asentamientos ocupados por el Ejército Blanco (los más importantes- en Odesa, Járkov, etc), se abrieron departamentos, puntos y subpuntos.
|                                                                   |                                               |                                                                                     | |
| Afiche "Crecimiento del Ejército Voluntario ". Sur de Rusia, 1919 | Cartel "General Alekséiev "Sur de Rusia, 1919 | "Juntos por una causa común". cartel propagandístico. Járkov, segunda mitad de 1919 | Cartel de Propaganda Blanco Titulado "Palabras del General Denikin ". Járkov, segunda mitad de 1919 |